# تيكيسلت (أديس)
تيكيسلت هي إحدى مشيخات المملكة المغربية، تتبع جغرافيا لإقليم طاطا وإداريًا لأديس. يقدر عدد سكانها بـ 831 نسمة حسب الإحصاء الرسمي للسكان والسكنى لسنة 2004.